# Willi Nass
Friedrich Wilhelm Heinrich „Willi“ Nass (* 17. Januar 1899 in Hamburg; † 19. Februar 1966 ebenda) war ein deutscher Maler und Grafiker.

## Leben
Willi Nass absolvierte vor dem Ersten Weltkrieg eine Berufsausbildung zum Kaufmann und leistete ab dem 18. Lebensjahr Kriegsdienst. Anschließend arbeitete er bei einer Krankenversicherung. Nass, der bereits als Jugendlicher Geige und Bratsche gespielt hatte, betätigte sich berufsbegleitend musikalisch und künstlerisch und bildete sich auch entsprechend berufsbegleitend fort. Neben dem Besuch der Kunstgewerbeschule in Altona im Alter von 20 Jahren erhielt er privaten Unterricht bei Hugo Sieker und Ernst Eitner.
Bis ungefähr Anfang 1930 legte Nass einen Schwerpunkt auf die Mitwirkung in einem Orchester und widmete sich dann anschließend ausschließlich der Malerei – hauptberuflich immer noch in seinem Brotberuf im Krankenkassenbereich arbeitend. In Max Sauerlandt und dem MKG fand Willi Nass einen großen Förderer seiner Kunst. Sauerlandt organisierte im Dezember 1932 eine große  Ausstellung von Willi Nass in der Modernen Abteilung des MKG. Das Museum kaufte einige Linolschnitte und eine farbige Gouache von Nass, die teilweise im Museum ausgestellt wurden. Nass hoffte schon, seinen ungeliebten Beruf aufgeben zu können. Aber mit dem Beginn des Nationalsozialismus wurde Sauerlandt entlassen und die Moderne Abteilung des Museum geschlossen. Nass’ stilistische Ausrichtung war im Nationalsozialismus verfemt, und 1937 wurden in der Aktion „Entartete Kunst“ nachweislich achtzehn seiner Arbeiten unter anderem aus dem Museum für Kunst und Gewerbe Hamburg beschlagnahmt. Sie waren teilweise 1937 auf der Ausstellung Entartete Kunst gezeigt worden. Nach Birgit Hoffmann wurde Werke von Nass auch bei der Bilderverbrennunn im Hof der Hauptfeuerwache in der Lindenstrasse in Berlin zerstört. Nass konnte danach nur noch heimlich an weiteren Kunstwerken arbeiten.
Aus dem Kriegsdienst, zu dem er 1939 einberufen wurde, kehrte Nass 1945 mit einer schweren Erkrankung zurück und arbeitete fortan weiter als Künstler.

## Werke
Willi Nass erstellte zu etwa gleichen Teilen Grafiken sowie Aquarell- und Ölgemälde. Die ersten, Mitte der 1920er Jahre erstellten Werke, entsprechen dem Stil der Neuen Sachlichkeit. Es handelt sich dabei um kühl und sachlich gestaltete Porträts, die ausgewogen und streng wirken und die gewählten Motive plastisch und konstruiert-künstlich darstellen.
Um 1930 vollzog Nass, inspiriert durch die internationale Avantgarde, einen radikalen Stilwechsel. Max Sauerlandt förderte den Künstler und gab ihm 1932 die Möglichkeit, in seinem Haus eine viel beachtete Einzelausstellung durchzuführen. Nass erstellte nun erste ungegenständliche Gemälde, die grafische, kubische und stark abstrahierende Elemente enthalten. Diesen Stil behielt er auch nach Ende des Zweiten Weltkriegs bei.